# Haptoglobin
Haptoglobin (förkortat Hp) är ett plasmaprotein som för det mesta produceras i levern och som binder fritt hemoglobin som frisatts från röda blodkroppar när dessa bryts ner, således sjunker koncentrationen av haptoglobin vid hemolytiska tillstånd. Låg halt av haptoglobin i blodet orsakas av sjukdomar i lever och mjälte eller hemolys medan en hög koncentration kan bero på inflammationer, detta för att binda upp järnet som finns i blodbanan och därmed hindra bakteriell tillväxt. Normalvärden för haptoglobin i blodet är 0,45-1,90 g/L för vuxna. Barn har ofta för låga värden av haptoglobin för att de ska kunna mätas och därför är det ingen bra metod för att ställa diagnoser hos barn.